# Jupiter et Thétis
Jupiter et Thétis est un tableau peint en 1811 par Jean-Auguste-Dominique Ingres. Peint à Rome, il est conservé au musée Granet d'Aix-en-Provence. Inspiré du premier chant de l'Iliade, le tableau fut critiqué pour ses audaces de composition. Il est acheté par l'État en 1834. François Marius Granet le transfère en dépôt au musée Granet d'Aix-en-Provence où il est accroché depuis.

## Thème
L’épisode est tiré de l’Iliade :  la nymphe Thétis, mère d’Achille, implore Jupiter de résoudre le conflit entre son fils et Agamemnon.

## Composition
Ingres décrit verbatim le chant I de l'iliade : ..."et, émergeant de l’écume de la mer, elle monta, matinale, à travers le vaste Ouranos, jusqu’à l’Olympos, où elle trouva Celui qui voit tout, le Kronide, assis loin des autres Dieux, sur le plus haut faîte de l’Olympos aux cimes nombreuses. Elle s’assit devant lui, embrassa ses genoux de la main gauche, lui toucha le menton de la main droite, et, le suppliant..."
Thètis émerge de l'écume, ses bras sont démesurément allongés, elle supplie Zeus.
Même si l'on pourrait voir dans l’œuvre une référence au portrait de Napoléon, Ingres reprend en réalité la représentation romaine, comme on peut le voir sur une fresque de Pompéi. 
Au fond, à gauche, Junon observe et veille sur la réponse du dieu à la prière de Thétis.

## Analyses de l’œuvre
Cette œuvre est à considérer dans le corpus de la période néo-classique du peintre qui cherche à restituer la pureté des textes de l'Antiquité mais le traitement du sujet est en dessous desdits textes ; le dieu est certes représenté comme une autorité suprême qui peut d'un hochement de tête, d'un froncement de sourcils soutenir une cause, (celle d'Achille) ou la rejeter, sans appel.
Cependant, fort de ses attributs, le dieu resplendit mais semble figé, son bras sur la nue et sous le regard d'un aigle bienveillant. 
La composition se fonde sur un effet de contraste, notamment le masculin/féminin. En effet, Jupiter a la peau mate et sa posture est massive, sculpturale ce qui forme un contraste avec la peau blanche de Thétis, petite et délicate. 
Cette toile pose la question de l'érotisme avec la présence d'un jeu de séduction timide. Les orteils de Thétis effleurent ceux de Jupiter alors qu'elle lui caresse le menton. 
Dans la monographie d'Henri Delaborde, citant une lettre d'Ingres à M. Marcotte, en date du 26 mai 1813, se trouve le passage suivant : « J'écris à Granger  pour mon tableau de Jupiter. Je vous recommande ce tableau, si dans l'étendue de vos connaissances on voulait s'en arranger. J'aimerais autant le placer que de le voir ainsi chez l'un et chez l'autre, à charge. Il pourrait convenir dans une grande salle, comme décoration. Je vous laisse le maître d'en fixer vous-même le prix. »